# Erich Franzke
Erich Franzke (* 13. Juni 1931 in Paulau/Schlesien; † 26. Mai 1996) war ein deutscher Politiker (SPD).
Franzke begann nach dem Besuch der Volksschule eine Lehre als Maschinenschlosser. Nach seiner Lehre begann er eine Tätigkeit bei der Robert Bosch GmbH in Hildesheim. Hier wurde er zum hauptamtlichen Betriebsrat gewählt und freigestellt.
Von 1948 bis 1956 betätigte er sich in der Jugendarbeit in der Sozialistischen Jugend – Die Falken. Er wurde Mitglied des Verwaltungsrates der Kreissparkasse Hildesheim und des Aufsichtsrates der Kreiswohnungsbaugesellschaft ebenfalls in Hildesheim. Seit 1956 war er Mitglied des Gemeinderates in der Gemeinde Algermissen. Bereits im Jahr 1959 wurde er Mitglied des Kreistages des Landkreises Hildesheim-Marienburg und wurde im Jahr 1966 zum Vorsitzenden der SPD-Fraktion gewählt, deren Vorsitz er bis Februar 1974 innehatte. Im März 1974 wurde er Landrat des Landkreises Hildesheim.
Franzke war in der siebten und achten Wahlperiode Mitglied des Niedersächsischen Landtages vom 21. Juni 1970 bis 20. Juni 1978.